# Dunajec
Dunajec je rijeka koja izvire u južnoj Poljskoj, dužine 274 kilometara. Dunajec tvori granicu dugu 27 kilometara između Poljske i Slovačke. Rijeka nastaje spajanjem Crnog i Bijelog Dunajeca.
Područje porječja je 6,804 četvornih kilometara, od čega je 4,854.1 km² u Poljskoj, a 1,949.9 četvornih kilometara u Slovačkoj.

## Vanjske poveznice

### Sestrinski projekti
|  | Zajednički poslužitelj ima još gradiva o temi Dunajec |